# Eria cochinchinensis
Eria cochinchinensis är en orkidéart som beskrevs av François Gagnepain. Eria cochinchinensis ingår i släktet Eria och familjen orkidéer. Inga underarter finns listade i Catalogue of Life.